# Tola (gewicht)

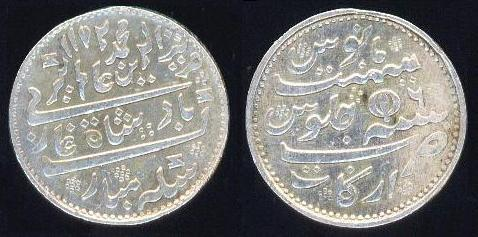
Zilveren roepiemunten, uitgegeven door de Britse Oost-Indische Compagnie, waren een praktische standaard voor de tola.

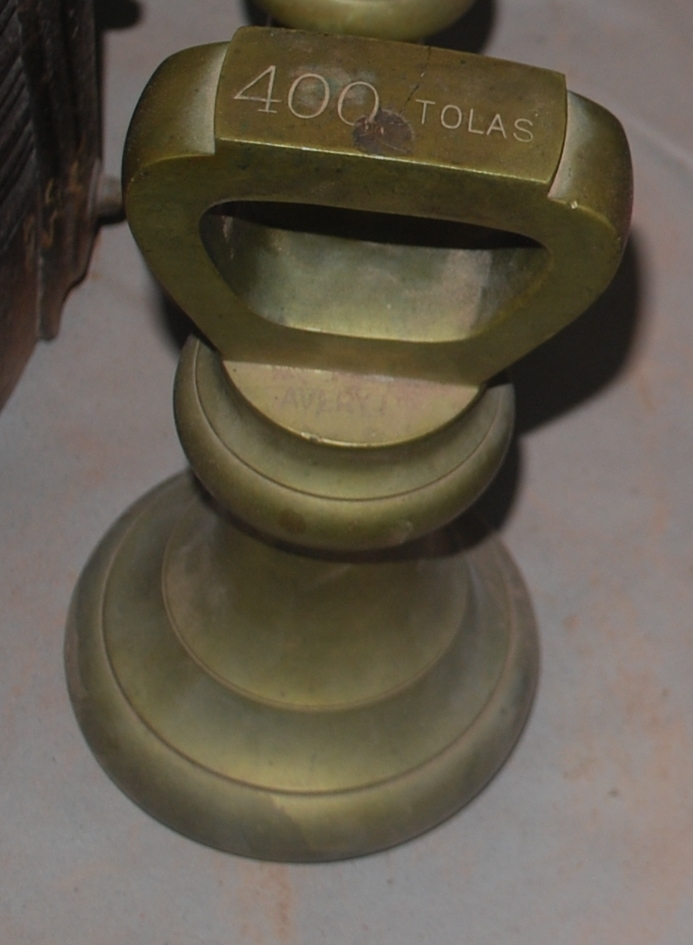
400 tola

De tola (Hindi; Urdu tolā) ook getranscribeerd als tolah of tole, is een traditionele oude Indiase en Zuid-Aziatische eenheid van massa, nu gestandaardiseerd als 180 grein (11.663 8038 gram) of precies 3/8 troy ounce. Het was de basiseenheid voor massa in het Brits-Indische systeem van maten en gewichten dat in 1833 werd geïntroduceerd, hoewel het al veel langer in gebruik was. Het werd ook gebruikt in Aden en Zanzibar: in de laatste was één tola gelijk aan 175,90 grein (0,97722222 Britse tola's, of 11,33980925 gram). 
De tola is een Vedische maateenheid, waarvan de naam is afgeleid van het Sanskriet tol (तोलः wortel तुल्) wat "wegen" of "gewicht" betekent.  Eén tola was traditioneel het gewicht van 100 ratti (ruttee) zaden,  en het exacte gewicht varieerde per plaats. Het is echter ook een handige massa voor een munt: verschillende pre-koloniale munten, waaronder de valuta van Akbar de Grote (1556-1605), hadden een massa van "één tola" binnen kleine variaties.   De allereerste roepie (Urdu; rupayā), geslagen door Sher Shah Suri (1540-1545), had een massa van 178 grein, of ongeveer 1% minder dan de Britse tola.  De Britse Oost-Indische Compagnie gaf een zilveren roepiemunt uit van 180 grein, en dit werd tot ver in de 20e eeuw de praktische standaardmassa voor de tola. 

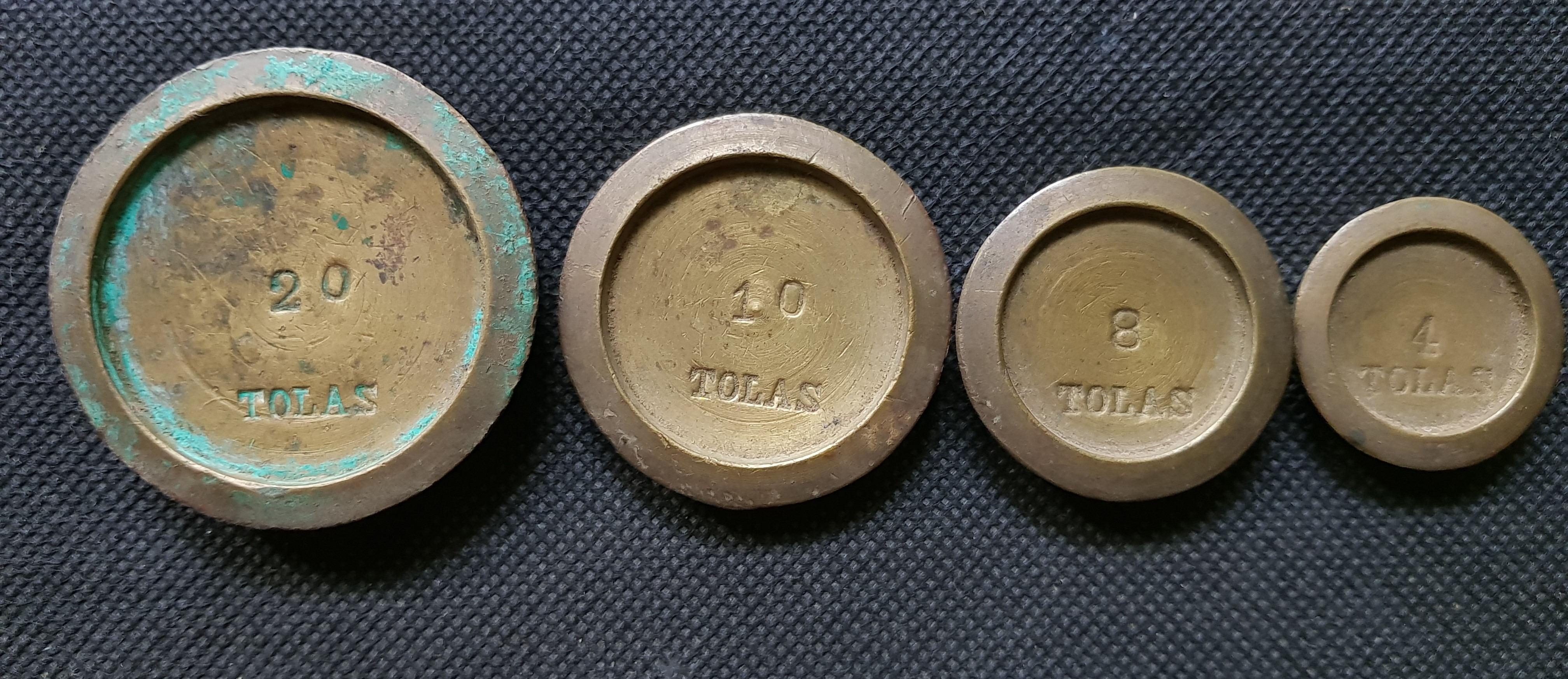
Een set tola's

De Britse tola van 180 grein (vanaf 1833) kan eerder gezien worden als een standaardisatie dan als een herdefinitie: de vorige standaard in het Bengaalse rijk, het systeem van "sicca gewichten", was de massa van één Murshidabad -roepie, 179,666 grein. Voor de grotere gewichten die in de handel worden gebruikt, bleek de variatie in de normen van vóór 1833 groter te zijn dan de aanpassing.
De tola vormde de basis voor massa-eenheden onder het Brits-Indische systeem, en was ook de standaardmaat voor goud en zilver . Hoewel de tola sinds 1956 officieel is vervangen door metrische eenheden,  is het nog steeds in gebruik en is het een populaire benaming voor goudstaven in Bangladesh, India, Nepal, Pakistan en Singapore, met een tien tola-staaf als de meest verhandeld.  In Nepal gaat het slaan van gouden munten ter grootte van tola door tot op de dag van vandaag, ook al wordt de munteenheid van Nepal de roepie genoemd en heeft deze geen officiële connectie met de tola. Het wordt ook gebruikt op de meeste goudmarkten (bazars/souks) in de Verenigde Arabische Emiraten en in alle landen van de Samenwerkingsraad voor de Arabische Staten van de Golf (GCC).
Tola wordt nog steeds gebruikt als maatstaf voor charas (Indiase hasj).  Op de zwarte markt is één tola echter gelijk aan een massa van ~10g en niet de werkelijke massa van één tola.